# Scott Wiseman
Pour les articles homonymes, voir Wiseman.
Scott Nigel Kenneth Wiseman, né le 9 octobre 1985 à Kingston-upon-Hull, en Angleterre, est un footballeur international gibraltarien d'origine anglaise. 

## Biographie

### Club
Après avoir été formé à Hull City, il a joué dans divers clubs comme Boston United, Rotherham United, Darlington, Rochdale, Barnsley, Preston, et Scunthorpe.
Le 19 mai 2017, il rejoint Chesterfield.
Le 31 janvier 2018, il est prêt à Rochdale.

### Sélection
Scott Wiseman est convoqué pour la première fois par le sélectionneur national Allen Bula pour un match amical face à la Slovaquie le 19 novembre 2013, qui se solde par un score nul et vierge, ce qui constitue déjà une performance.